# Lamium
- Commons
- Wikispecies

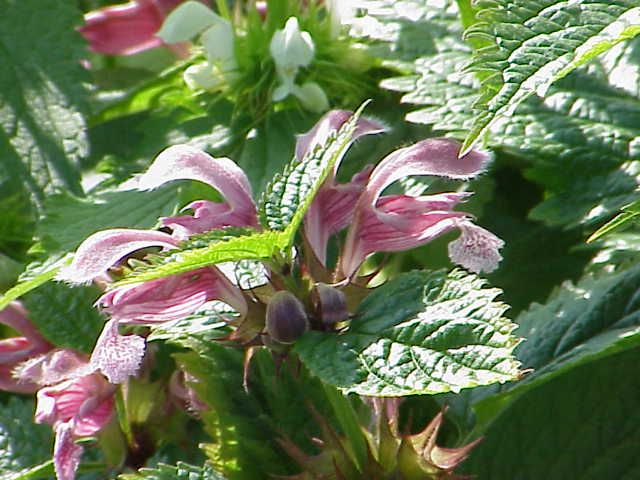
Lamium orvala

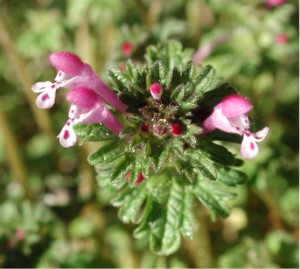
Lamium amplexicaule

Lamium L. é um gênero botânico da família Lamiaceae. São plantas nativas da Europa, norte da África e Ásia.

## Sinonímia
- Galeobdolon Huds.
- Lamiastrum Heist. ex Fabr.
- Matsumurella Makino

## Espécies
- Lamium adoxifolium
- Lamium affine
- Lamium albiflorum
- Lamium album
- Lamium aleppicum
- Lamium alpestre
- Lamium ambiguum
- Lamium amplexicaule
- Lamium aeolicum
- Lamium archangelica
- Lamium argentatum
- Lamium armenum
- Lamium balcanicum
- Lamium barbatum
- Lamium berengueri
- Lamium bifidum
- Lamium bithynicum
- Lamium brachyodon
- Lamium calycinum
- Lamium capitatum
- Lamium cardiaca
- Lamium cariense
- Lamium cathariaefolium
- Lamium chinense
- Lamium colombianum
- Lamium columnae
- Lamium confertum
- Lamium confusum
- Lamium coronatum
- Lamium corsicum
- Lamium coesfeldiae
- Lamium crinitum
- Lamium cryptanthum
- Lamium cupreum
- Lamium cylleneum
- Lamium cymbalariaefolium
- Lamium decipiens
- Lamium demirizii
- Lamium dilatatum
- Lamium dissectum
- Lamium dubium
- Lamium dumeticola
- Lamium durandoi
- Lamium ehrenbergii
- Lamium elegantissimum
- Lamium endtmanii
- Lamium endtmannii
- Lamium eriocephalum
- Lamium erythrotrichum
- Lamium felixii
- Lamium filicaule
- Lamium flavidum
- Lamium flexuosum
- Lamium foliatum
- Lamium foliosum
- Lamium formosanum
- Lamium foetidum
- Lamium galactophyllum
- Lamium galeobdolon
- Lamium garganicum
- Lamium gesneroides
- Lamium gilongensis
- Lamium glaberrimum
- Lamium glandulosidens
- Lamium glechomoides
- Lamium grandiflorum
- Lamium grenieri
- Lamium gundelsheimeri
- Lamium guestphalicum
- Lamium hakkiarense
- Lamium heterophyllum
- Lamium hirsutum
- Lamium hirtum
- Lamium hispidulum
- Lamium humile
- Lamium hybridum
- Lamium hyrcanicum
- Lamium incisum
- Lamium inflatum
- Lamium intermedium
- Lamium iranicum
- Lamium kelungense
- Lamium kouyangense
- Lamium ladanum
- Lamium lasioclades
- Lamium latifolium
- Lamium laevigatum
- Lamium leucolophum
- Lamium longepetiolatum
- Lamium longiflorum
- Lamium lovcenicum
- Lamium luteum
- Lamium lycium
- Lamium macrodon
- Lamium maculatum
- Lamium manganottianum
- Lamium mauritanicum
- Lamium melissaefolium
- Lamium mesogaeon
- Lamium michaelianum
- Lamium micranthum
- Lamium microphyllum
- Lamium molle
- Lamium moluccaefolium
- Lamium moluccella
- Lamium moluccellaefolium
- Lamium molucellifolium
- Lamium montanum
- Lamium moschatum
- Lamium multifidum
- Lamium mutabile
- Lamium nepalense
- Lamium nepetaefolium
- Lamium nivale
- Lamium niveum
- Lamium nudum
- Lamium numidicum
- Lamium ochroleucum
- Lamium ocimifolium
- Lamium ordubadicum
- Lamium ocimifolium
- Lamium ordubadicum
- Lamium oreades
- Lamium orientale
- Lamium orthodon
- Lamium orvala
- Lamium paczoskianum
- Lamium pallidiflorum
- Lamium pallidum
- Lamium palmatum
- Lamium pannonicum
- Lamium panormitanum
- Lamium parietariaefolium
- Lamium pedemontanum
- Lamium pelasgicum
- Lamium persicum
- Lamium petiolatum
- Lamium petitinum
- Lamium phalacranthera
- Lamium pictum
- Lamium pisidicum
- Lamium plebeium
- Lamium ponticum
- Lamium pubescens
- Lamium purpureum
- Lamium pyrenaicum
- Lamium rectum
- Lamium reiseri
- Lamium reniforme
- Lamium rhodium
- Lamium rhomboideum
- Lamium robertsonii
- Lamium rubrum
- Lamium rugosum
- Lamium rumelicum
- Lamium sandrasicum
- Lamium scardicum
- Lamium schrocteri
- Lamium sempervirens
- Lamium setidens
- Lamium sibiricum
- Lamium spachianum
- Lamium staintonii
- Lamium stenosiphon
- Lamium stepposum
- Lamium stoloniferum
- Lamium striatum
- Lamium sulfureum
- Lamium taiwanense
- Lamium takeshimense
- Lamium tenuiflorum
- Lamium tetrahit
- Lamium tomentosum
- Lamium transcaucasicum
- Lamium truncatum
- Lamium tschorochense
- Lamium tuberiferum
- Lamium tuberosum
- Lamium turkestanicum
- Lamium uraiense
- Lamium urticaefolium
- Lamium variegatum
- Lamium veronicaefolium
- Lamium vestitum
- Lamium villosifolium
- Lamium violaceovelutinum
- Lamium vreemanii
- Lamium vulgare
- Lamium vulgatum
- Lamium westfalicum
- Lamium westphalium
- Lamium wettsteinii
- «Lista completa»

## Classificação do gênero
| Sistema | Classificação                        | Referência               |
| ------- | ------------------------------------ | ------------------------ |
| Linné   | Classe Didynamia, ordem Gymnospermia | Species plantarum (1753) |